# Robert Lisovsky

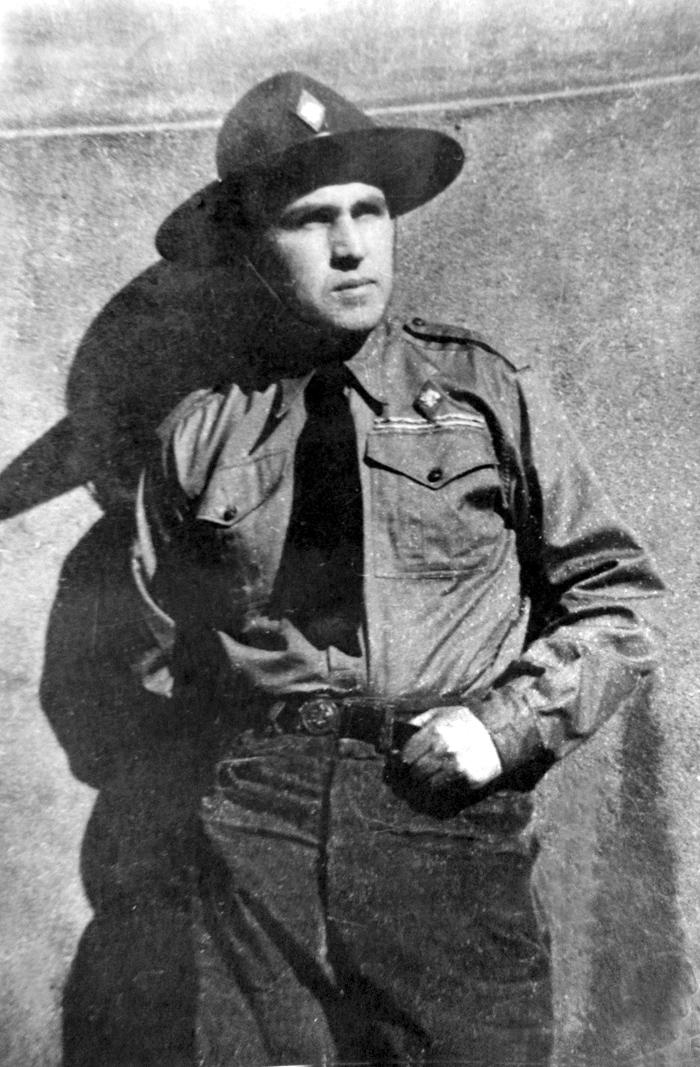
Robert Lisovsky

Robert Lisovsky (ukrainisch Роберт Антонович Лісовський Robert Antonowytsch Lissowskyj, * 29. Dezember 1893 in Kamjanske; † 28. Dezember 1982 in Genf) war ein Schweizer Grafiker, Maler, Designer und Bühnenbildner ukrainischer Abstammung.

## Leben und Wirken
Robert Lisovsky wurde Ende in Kamianske, einem großen Industriezentrum in der Region Dnipro, als Sohn einer deutschen Einwandererfamilie geboren.
Von 1906 bis 1908 besuchte er die Myrhoroder Kunsthandwerksschule. Er studierte in Kiew an der Kunstschule von Oleksandr Muraschko und von 1917 bis 1920 an der Kiewer Kunstakademie bei Heorhij Narbut, dann bis 1927 an der Berliner Akademie der Künste.
In den 1920er Jahren, als Kiew von den Bolschewiken eingenommen wurde, wurde Robert zweimal verhaftet. Um dem Gefängnis zu entgehen, musste er fliehen. Lemberg, Berlin, Prag, Rom, London – Lisovsky verbrachte den Rest seines Lebens im erzwungenen Exil. Er vergaß jedoch nie seine Heimat und war ein aktives Mitglied der ukrainischen Diaspora.
Von 1929 bis 1945 unterrichtete er an dem ukrainischen Kunststudio in Prag. Dort vollendete Lisovsky seine Memoiren über Heorhiy Narbut und illustrierte den Gedichtband Türme von Oleh Olschytsch. Der Designer gestaltete die Umschläge für die Romane Die Berge brennen und Maria von Ulas Samtschuk. Kritiker beschreiben die Werke von Lisovsky als „eine moderne Kombination aus Kiewer Barock und westeuropäischem Expressionismus“.
Nach dem Zweiten Weltkrieg kam er 1948 nach London und 1976 nach Genf.

Lufthansa-Logo

Er beschäftigte sich hauptsächlich mit Buchgrafik und Design, malte auch Bilder in Öl und Aquarell. Unter anderem gewann er den Wettbewerb über das Lufthansa-Logo und entwarf das Logo der Organisation Ukrainischer Nationalisten OUN. 

OUN-Logo

 Des Weiteren entwarf Lisovsky 1924 das Grabmal der ukrainischen Freiheitskämpferin Olha Bassarab auf dem Lwiwer Janiwskyj-Friedhof.
Robert war Mitglied von PLAST, einer ukrainischen Pfadfinderorganisation. Bekannt unter seinem Plast-Spitznamen „Der blaue Adler“, zog er mehrere Generationen von Patrioten im Ausland auf. Lisovsky entwarf das Plast-Logo, einen Dreizack, der mit einer Lilie verschlungen ist.

Pfadfinderorganisation Plast, Logo-Entwurf Lisovsky

Lisovsky nahm an den Kunstausstellungen in Kiew, Lwiw (Lemberg), Warschau, Berlin, Prag und Rom teil.
Er heiratete Stefanija Turkewytsch-Lukijanowytsch und wurde Vater der Malerin Soja Lissowska.